# إليزابيث بريستول غرينليف
إليزابيث بريستول غرينليف (بالإنجليزية: Elizabeth Bristol Greenleaf)‏ هي عالمة موسيقى أمريكية، ولدت في 1895، وتوفيت في 1980.